# Segundo Frente Báltico
El Segundo Frente Báltico (en ruso: 2-й Прибалтийский фронт) fue un Frente (grupo de ejércitos) del Ejército Rojo de la Unión Soviética durante la Segunda Guerra Mundial.
Se formó el 20 de octubre de 1943 como resultado de renombrar el antiguo Frente Báltico, sucesor del Frente de Briansk. A partir de entonces tomó parte en varias operaciones militares en la zona norte de la Unión Soviética, En enero-febrero de 1944, el frente participó en la Ofensiva de Leningrado-Novgorod, participó después en la Ofensiva del Báltico que liberó Estonia, Letonia y Lituania expulsando de allí a la Wehrmacht, y finalmente en la Bolsa de Curlandia.

## Historial de Combate
Del 1 de noviembre al 21 de noviembre de 1943, las tropas del ala izquierda del frente llevaron a cabo una ofensiva en dirección Vitebsk-Polotsk.
En enero-febrero de 1944, el frente participó en la Ofensiva de Leningrado-Novgorod, que levantó el cerco de 900 días de la ciudad de Leningrado (véase sitio de Leningrado). En el curso de la Ofensiva de Starorussko-Novorzhevskaya, las tropas del frente llegaron a los accesos a Ostrov, Pushkinskiye Gory e Idritsa; En julio de 1944, llevaron a cabo la Ofensiva de Rezhitsa – Dvinsk y avanzaron hacia el oeste hasta 200 km, y en agosto llevaron a cabo la operación Madona, durante la cual avanzaron otros 60-70 km a lo largo de la orilla norte del Dvina occidental y liberó la ciudad letona de Madona un importante cruce de vías férreas y carreteras.
En septiembre-octubre de 1944, durante la Ofensiva del Báltico, las tropas del frente participaron en la Ofensiva de Riga, el ataque soviético contra la capital letona. No obstante, Hitler había permitido a Ferdinand Schörner preparar su retirada de Riga desde el 11 de octubre, por lo que la ciudad cayó fácilmente. y el 22 de octubre alcanzaron la línea de defensa enemiga de Tukums, bloqueando, junto con las tropas del Primer Frente Báltico, al Grupo de Ejércitos Norte en la Bolsa de Curlandia. Posteriormente, y hasta abril de 1945, las tropas de Segundo Frente Báltico mantuvieron el bloqueo y lucharon para destruir al Grupo de Ejércitos Curlandia, al mando del coronel general Lothar Rendulic. Que englobaba a todas las tropas alemanas cercadas en la península de Curlandia, En febrero de 1945, las tropas del Primer Frente Báltico que operaban en Curlandia fueron transferidos al Segundo Frente Báltico.
El 1 de abril de 1945 se disolvió el frente y sus tropas fueron trasladadas al Frente de Leningrado.

## Composición
A 1 de octubre de 1944, durante la Ofensiva del Báltico, el Segundo Frente Báltico se encontraba bajo el mando del general del ejército Andréi Yeriómenko, e incluía las siguientes unidadesː
- 3.º Ejército de Choque (79.º Cuerpo de Fusileros, 100.º Cuerpo de fusileros) comandante teniente general Nikolái Simoniak
- 10.º Ejército de la Guardia (7.° Cuerpo de Fusileros de la Guardia, 15.° Cuerpo de Fusileros de la Guardia, 19.º Cuerpo de Fusileros de la Guardia, 78.ª Brigada de Tanques) comandanteː coronel general Mijaíl Kazakov.[2]
- 22.º Ejército (93.° Cuerpo de Fusileros, 130.° Cuerpo de Fusileros) comandanteː teniente general Gennadi Korotkov.[3]
- 42.º Ejército (110.° Cuerpo de Fusileros, 124.° Cuerpo de Fusileros) comandanteː teniente general Vladímir Svirídov.[4]
- 15.º Ejército Aéreo (188.ª División de Bombarderos, 214.ª División de Asalto, 225.ª División de Asalto, 284.ª División de Cazas-Bombarderos, 313° División de Cazas-Bombarderos) comandanteː coronel general de aviación Nikolái Naumenko.[5]
- Reserva del Frente (5.º Cuerpo de Tanques)

## Mando

### Comandantes
- Coronel general Markián Popov (octubre de 1943-abril de 1944)
- General del ejército Andréi Yeriómenko (abril de 1944-febrero de 1945)
- Mariscal de la Unión Soviética Leonid Góvorov (febrero de 1945-abril de 1945).[1]

### Miembros del Consejo Militar[1]
- Teniente general Lev Mejlis (octubre-diciembre de 1943)
- Teniente general Nikolái Bulganin (diciembre de 1943-abril de 1944)
- Teniente general Vladímir Bogatkin (abril de 1944-marzo de 1945).[6]

### Jefe del estado mayor
- Teniente general, desde agosto de 1944, coronel general Leonid Sandalov (octubre de 1943-marzo de 1945);[7]
- Coronel general Markián Popov (marzo de 1945).[1]